# Mas de les Fonts
Le Mas de les Fonts, sur la commune de Calce, dans le département français des Pyrénées-Orientales, est un ancien château édifié du XIIe siècle au XVe siècle.

## Historique
L'église Sainte-Marie de Las Fonts qui se trouve en ce lieu semble dater du XIIe siècle. L'ensemble fortifié qui se trouve autour a été construit entre les XIIe et XVe siècles.
Le Mas de les Fonts fait partiellement l'objet d'une inscription des monuments historiques depuis le 29 mars 1993. Les parties protégées sont l'église romane, le porche d'entrée, l'enceinte et sa poterne.